# Стінгер (коктейль)

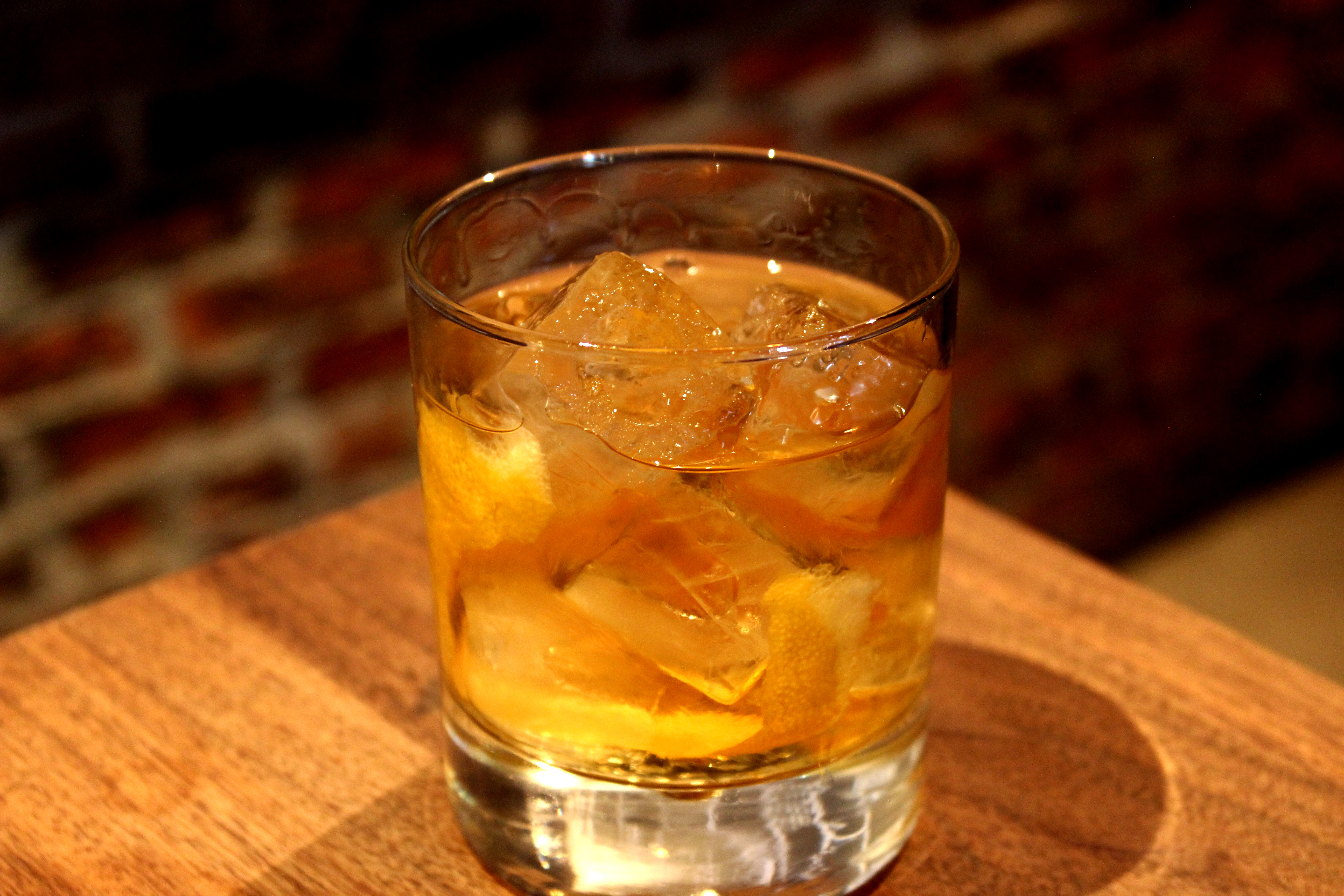
Коктейль «Стінгер»

Стінгер (англ. Stinger) — алкогольний коктейль на основі м'ятного лікеру і спирту. Готується методом Стир&Стрейн. Подається у коктейльному келисі або келиху для Мартіні. Класичний рецепт описує суміш коньяку (бренді) та білого м'ятного лікеру, яку ретельно перемішують струшуванням і подають в коктейльному келисі. Походження цього напою невідомо, але про нього згадується в кулінарних книгах бармена, наприклад Tom Bullock's The Ideal Bartender, яка була опублікована в 1917 році. Класифікується як дигестив (десертний). Належить до офіційних напоїв Міжнародної асоціації барменів (IBA), категорія «Незабутні» (англ. The Unforgettables).

## Спосіб приготування
Склад коктейлю «Стінгер»:
- коньяк або бренді — 50 мл (5 cl) або 5 частин,
- лікеру Crème de Menthe (білого) — 20 мл (2 cl) або 2 частини.

Усі компоненти охолоджують у шейкері з льодом, а потім перемішують та фільтрують в коктейльний келих або келих для Мартіні.